# Riwal Cycling Team
El Riwal Cycling Team (código UCI: RIW) fue un equipo ciclista profesional de Dinamarca de categoría Continental. Desapareció en 2022 tras fusionarse con el equipo Leopard Pro Cycling.

## Corredor mejor clasificado en las Grandes Vueltas
| Año  | Giro de Italia | Tour de Francia | Vuelta a España |
| ---- | -------------- | --------------- | --------------- |
| 2018 | -              | -               | -               |
| 2019 | -              | -               | -               |

## Clasificaciones UCI

### UCI Africa Tour
| Temporada | Clasificación por equipos | Mejor corredor | Puesto |
| 2012      | 16.º                      | Lars Andersson | 72.º   |

### UCI America Tour
| Temporada | Clasificación por equipos | Mejor corredor      | Puesto |
| 2010      | 24.º                      | Sebastian Lander    | 200.º  |
| 2011      | 31.º                      | Lasse Norman Hansen | 206.º  |

### UCI Asia Tour
| Temporada | Clasificación por equipos | Mejor corredor | Puesto |
| 2009      | 53.º                      | Philip Nielsen | 268.º  |
| 2012      | 64.º                      | Nikola Aistrup | 274.º  |

### UCI Europe Tour
| Temporada | Clasificación por equipos | Mejor corredor       | Puesto |
| 2009      | 85.º                      | Daniel Foder         | 372.º  |
| 2010      | 65.º                      | Philip Nielsen       | 202.º  |
| 2011      | 64.º                      | Rasmus Quaade        | 255.º  |
| 2012      | 87.º                      | Lars Andersson       | 373.º  |
| 2013      | 62.º                      | Martin Mortensen     | 102.º  |
| 2014      | 57.º                      | Jonas Aaen Jørgensen | 209.º  |
| 2015      | 70.º                      | Nicolai Brøchner     | 134.º  |
| 2016      | 56.º                      | Nicolai Brøchner     | 331.º  |
| 2017      | 32.º                      | Nicolai Brøchner     | 136.º  |
| 2018      | 48.º                      | Andreas Nielsen      | 181.º  |
| 2019      | 14.º                      | Rasmus Quaade        | 189.º  |
| 2020      | 11.º                      | Andreas Kron         | 132.º  |

### UCI Oceania Tour
| Temporada | Clasificación por equipos | Mejor corredor   | Puesto |
| 2010      | 20.º                      | Sebastian Lander | 46.º   |

## Material ciclista
El equipo utiliza bicicletas Pinarello y equipamiento CeramicSpeed.

## Palmarés
Para años anteriores, véase Palmarés del Riwal Cycling Team

### Palmarés 2022

#### Circuitos Continentales UCI
| Fechas           | Circuito                             | Carreras                               | Ganador                |
| 6 de marzo       | UCI Europe Tour 2022                 | Bloeizone Elfsteden Fryslan            | Elmar Reinders         |
| 19 de marzo      | UCI Europe Tour 2022                 | 3.ª etapa del Tour de Olympia          | Elmar Reinders         |
| 6 de abril       | UCI Europe Tour 2022                 | 1.ª etapa del Circuito de las Ardenas  | Elmar Reinders         |
| 9 de abril       | UCI Europe Tour 2022                 | Circuito de las Ardenas                | Lucas Eriksson         |
| 16 de abril      | UCI Europe Tour 2022                 | Memorial Arno Wallaard                 | Elmar Reinders         |
| 29 de abril      | UCI Europe Tour 2022                 | 5.ª etapa del Tour de Bretaña          | Elmar Reinders         |
| 1 de agosto      | UCI Europe Tour 2022                 | Kreiz Breizh Elites                    | Lucas Eriksson         |
| 9 de septiembre  | Copa de las Naciones UCI sub-23 2022 | 1.ª etapa del Orlen Nations Grand Prix | Morten Aalling Nørtoft |
| 10 de septiembre | Copa de las Naciones UCI sub-23 2022 | Orlen Nations Grand Prix               | Morten Aalling Nørtoft |

#### Campeonatos nacionales
| Fechas      | Carreras                     | Ganador        |
| 26 de junio | Campeonato de Suecia en Ruta | Lucas Eriksson |

## Plantilla
Para años anteriores, véase Plantillas del Riwal Cycling Team

### Plantilla 2022
| Corredor               | Nacimiento | Nacionalidad | Equipo 2021           |
| Loïc Bettendorff       | 28/04/2001 | Luxemburgo   | Leopard Pro Cycling   |
| Mathias Bregnhøj       | 11/11/1995 | Dinamarca    | BHS-PL Beton Bornholm |
| Martijn Budding        | 31/08/1995 | Países Bajos | BEAT Cycling          |
| Jacob Eriksson         | 01/10/1999 | Suecia       | Team Coop             |
| Lucas Eriksson         | 10/04/1996 | Suecia       | Riwal Cycling Team    |
| Christoffer Lisson     | 28/11/1995 | Dinamarca    | Riwal Cycling Team    |
| Morten Aalling Nørtoft | 05/09/2002 | Dinamarca    | Riwal Cycling Team    |
| Elmar Reinders         | 14/03/1992 | Países Bajos | Riwal Cycling Team    |
| Alexander Salby        | 04/06/1998 | Dinamarca    | Team ColoQuick        |
| Kasper Viberg Søgaard  | 12/09/2001 | Dinamarca    | Neoprofesional        |
| Emil Vinjebo           | 24/03/1994 | Dinamarca    | Team Qhubeka NextHash |
| Søren Vosgerau         | 16/03/2000 | Dinamarca    | Neoprofesional        |

1. ↑  Hasta el 22 de agosto.